# Anthribidae
Los antríbidos (Anthribidae) son una familia de coleópteros curculionoideos, conocidos vulgarmente como gorgojos de los hongos. El rostro es más grueso que en la mayoría de los “verdaderos gorgojos”. Las antenas no están acodadas, pueden ser ocasionalmente más largas que el cuerpo y filamentosas, y pueden ser las más largas de cualquiera de los Curculionoidea. Como en los Nemonychidae, el labro aparece como un segmento separado del clípeo, y los palpos maxilares son largos y proyectados.
La mayoría de los Anthribidae se alimentan de hongos o materiales de plantas en descomposición, y las larvas se alimentan dentro de madera muerta. Algunas especies de Choraginae se alimentan de semillas, mientras que como algo inusual, Anthribus se alimenta de homópteros, insectos escamas (Coccoidea).
Hay alrededor de 3900 especies en más de 370 géneros en total.

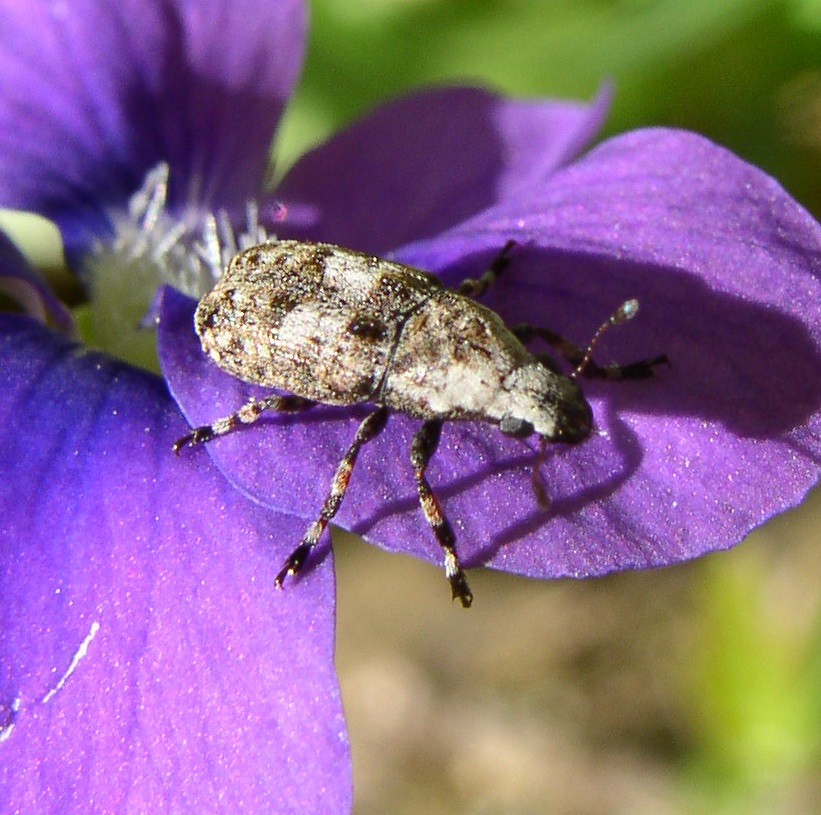
Euparius marmoreus

## Géneros
- Acanthopygus
- Acanthothorax
- Acarodes
- Acaromimus
- Achoragus
- Acorynus
- Adoxastia
- Aethessa
- Afrocedus
- Allandrus
- Alloderes
- Alloplius
- Alloschema
- Alticopus
- Altipectus
- Ambonoderes
- Amecus
- Anacerastes
- Analotes
- Anaulodes
- Ancylotropis
- Androceras
- Anhelita
- Anthrenosoma
- Anthribidus
- Anthribulus
- Anthribus
- Anthrimecus
- Antioxenus
- Apatenia
- Apinotropis
- Apolecta
- Apolectella
- Arachnocaulus
- Araecerus
- Araeocerodes
- Araeocerus
- Araeocorynus
- Araeoderes
- Arecopais
- Asemorhinus
- Astianus
- Atinellia
- Atophoderes
- Atoporhis
- Aulodina
- Autotropis
- Balanodes
- Barra
- Barridia
- Baseocolpus
- Basidissus
- Basitropis
- Batyrhinius
- Blaberops
- Blaberus
- Blabirhinus
- Botriessa
- Brachetrus
- Brachylaenus
- Brachytarsoides
- Brachytarsus
- Brevibarra
- Bruchela
- Bythoprotus
- Caccorhinus
- Cacephatus
- Callanthribus
- Caranistes
- Catephina
- Cedus
- Cenchromorphus
- Cerambyrhynchus
- Cercomorphus
- Chirotenon
- Choragus
- Cisanthribus
- Cleorisintor
- Cleranthribus
- Commista
- Contexta
- Cornipila
- Corrhecerus
- Corynaecia
- Cratoparis
- Cybosoma
- Cylindroides
- Dasycorynus
- Dasyrhopala
- Decataphanes
- Dendropemon
- Dendrotrogus
- Derisemias
- Derographium
- Deropygus
- Deuterocrates
- Diastatotropis
- Dinema
- Dinephrius
- Dinocentrus
- Dinomelaena
- Dinosaphis
- Directarius
- Discotenes
- Disphaerona
- Dissoleucas
- Doeothena
- Dolichocera
- Domoptolis
- Doticus
- Dysnocryptus
- Dysnos
- Ecelonerus
- Echotropis
- Ecprepia
- Ectatotarsus
- Eczesaris
- Enedreutes
- Enedreytes
- Ennadius
- Enspondus
- Entaphioides
- Entromus
- Eothaumas
- Epargemus
- Epicerastes
- Epidysnos
- Epitaphius
- Erotylopsis
- Esocus
- Ethneca
- Etnalis
- Euciodes
- Eucloeus
- Eucorynus
- Eucyclotropis
- Eugigas
- Eugonissus
- Eugonodes
- Eugonops
- Eugonus
- Eupanteos
- Euparius
- Euphloeobius
- Eurymycter
- Eusintor
- Eusphyrus
- Euxenus
- Euxuthus
- Exechesops
- Exechontis
- Exillis
- Exurodon
- Genethila
- Gibber
- Gnoticarina
- Gomphides
- Goniocloeus
- Gonotropis
- Griburiosoma
- Gulamentus
- Gymnognathus
- Gynandrocerus
- Habrissus
- Hadromerina
- Heniocera
- Hiera
- Holophloeus
- Holostilpna
- Homocloeus
- Homoeodera
- Hormiscops
- Hucus
- Hybosternus
- Hylopemon
- Hypselotropis
- Hypseus
- Icospermus
- Idiopus
- Illis
- Ischnocerus
- Jordanthribus
- Lagopezus
- Lemuricedus
- Limiophaula
- Litocerus
- Litotropis
- Mallorrhynchus
- Mauia
- Mecocerina
- Mecocerus
- Meconemus
- Mecotarsus
- Mecotropis
- Meganthribus
- Megatermis
- Melanopsacus
- Mentanus
- Merarius
- Meriolus
- Mesidiotropis
- Messalius
- Misthosima
- Misthosimella
- Monocloeus
- Monosirhapis
- Morphocera
- Mucronianus
- Mycteis
- Mylascopus
- Nausicus
- Neanthribus
- Nemotrichus
- Nerthomma
- Neseonos
- Nesidobius
- Nessiabrissus
- Nessiara
- Nessiaropsis
- Nessiodocus
- Nistacares
- Notiana
- Notioxenus
- Notoecia
- Noxius
- Opisolia
- Ormiscus
- Orthotropis
- Oxyconus
- Oxyderes
- Ozotomerus
- Palazia
- Panastius
- Pantorhaenas
- Parablops
- Paramesus
- Paranthribus
- Paraphloeobius
- Parexillis
- Paropus
- Penestica
- Peribathys
- Phaenithon
- Phaenotherion
- Phaenotheriopsis
- Phaeochrotes
- Phaulimia
- Phides
- Phloeobiopsis
- Phloeobius
- Phloeomimus
- Phloeopemon
- Phloeophilus
- Phloeops
- Phloeotragus
- Phoenicobiella
- Phrynoidius
- Physopterus
- Piezobarra
- Piezocorynus
- Piezonemus
- Pioenia
- Platyrhinus
- Platystomos
- Plesiobasis
- Plintheria
- Polycorynus
- Proscopus
- Protaedus
- Protomerus
- Prototropis
- Pseudeuparius
- Pseudocedus
- Pseudochoragus
- Ptychoderes
- Rawasia
- Rhaphitropis
- Rhinobrachys
- Rhinotropis
- Scirtetinus
- Scymnopis
- Sintor
- Sintorops
- Sphinctotropis
- Stenocerus
- Stenorhis
- Stiboderes
- Strabops
- Straboscopus
- Streneoderma
- Sympaector
- Syntophoderes
- Systaltocerus
- Talpella
- Taphrodes
- Tapinidius
- Telala
- Telphes
- Tetragonopterus
- Tophoderes
- Toxonotus
- Trachycyphus
- Trachytropis
- Tribotropis
- Tropideres
- Tropiderinus
- Tropidobasis
- Ulorhinus
- Uncifer
- Urodon
- Uterosomus
- Vitalis
- Xenanthribus
- Xenocerus
- Xenognathus
- Xenopternis
- Xenorchestes
- Xenotropis
- Xylinada
- Xylinades
- Xylopoemon
- Xynotropis
- Zopyrinus
- Zygaenodes